# 陈宗皋
陈宗皋（吴语上海话拼音：[zen1 tson1 kau1] 错误：{{Lang}}：语言代码：wu 无法识别（帮助），1931年—）上海市人。中华人民共和国官员。

## 生平
1954年，加入中国共产党。1965年，自北京电视大学中文系毕业。历任国家计划委员会《经济消息》编辑部处长、副总编辑，国家计划委员会办公厅副主任、主任，国务院台湾事务办公室副主任。     